# Jordanita algirica
Jordanita algirica is een vlinder uit de familie bloeddrupjes (Zygaenidae). De wetenschappelijke naam is voor het eerst geldig gepubliceerd in 1917 door Rothschild.
De soort komt voor in Europa.